# 尼尔·波兹曼
尼尔·波兹曼（英語：Neil Postman，1931年3月8日—2003年10月5日），是美国作家、批评家、教育家。他在纽约大学任教超过四十年时间，研究方向是文化传播和媒体理论，并开创了名为“媒体生态学”的新领域。他最为人熟知的作品是1982出版的《童年的消逝》、1985年的《娱乐至死》和1992年的《技术垄断》。2003年，他因肺癌去世。